# Zamarada cinereata
Zamarada cinereata är en fjärilsart som beskrevs av Fletcher 1974. Zamarada cinereata ingår i släktet Zamarada och familjen mätare. Inga underarter finns listade i Catalogue of Life.